# Bảo Lâm, Cao Bằng
Bảo Lâm là một huyện thuộc tỉnh Cao Bằng, Việt Nam..

## Vị trí địa lý
Huyện Bảo Lâm nằm ở phía tây của tỉnh Cao Bằng, nằm cách thành phố Cao Bằng khoảng 164 km về phía đông bắc, cách thành phố Hà Giang khoảng 81 km về phía đông bắc, cách trung tâm thủ đô Hà Nội khoảng 366 km, có vị trí địa lý:
- Phía đông giáp huyện Bảo Lạc và thành phố Bách Sắc, tỉnh Quảng Tây của Trung Quốc với đường biên giới dài khoảng 8 km
- Phía tây giáp huyện Yên Minh và huyện Bắc Mê thuộc tỉnh Hà Giang
- Phía nam giáp huyện Na Hang, tỉnh Tuyên Quang và huyện Pác Nặm, tỉnh Bắc Kạn
- Phía bắc giáp huyện Mèo Vạc, tỉnh Hà Giang.

Huyện Bảo Lâm có diện tích 913,06 km², dân số năm 2019 là 65.025 người, mật độ dân số đạt 71 người/km².
Đức Hạnh là xã duy nhất của huyện có đường biên giới giáp với nước bạn Trung Quốc, là xã bị Trung Quốc tấn công trong cuộc chiến tranh năm 1979, nhưng do địa hình biên giới hiểm trở nên không bị thiệt hại lớn trong đợt tấn công này.

## Lịch sử
Ngày 25 tháng 9 năm 2000, Chính phủ ban hành Nghị định số 52/2000/NĐ-CP về việc thành lập huyện Bảo Lâm trên cơ sở 90.249 ha diện tích tự nhiên và 44.333 nhân khẩu bao gồm 10 đơn vị hành chính trực thuộc là các xã : Đức Hạnh, Lý Bôn, Vĩnh Quang, Vĩnh Phong, Nam Quang, Tân Việt, Quảng Lâm, Mông Ân, Thái Học và Yên Thổ của huyện Bảo Lạc.
Ngày 27 tháng 10 năm 2006, Chính phủ ban hành Nghị định số 125/2006/NĐ-CP về việc:
- Thành lập thị trấn Pác Miầu, thị trấn huyện lỵ huyện Bảo Lâm trên cơ sở điều chỉnh 4.036 ha diện tích tự nhiên và 2.619 nhân khẩu của xã Mông Ân
- Thành lập xã Thạch Lâm trên cơ sở điều chỉnh 8.774 ha diện tích tự nhiên và 3.897 nhân khẩu của xã Quảng Lâm
- Thành lập xã Nam Cao trên cơ sở điều chỉnh 7.507 ha diện tích tự nhiên và 2.587 nhân khẩu của xã Nam Quang
- Thành lập xã Thái Sơn trên cơ sở điều chỉnh 5.548 ha diện tích tự nhiên và 2.215 nhân khẩu của xã Thái Học.

Sau khi điều chỉnh, huyện Bảo Lâm có 1 thị trấn và 13 xã.
Ngày 10 tháng 1 năm 2020, Ủy ban Thường vụ Quốc hội ban hành Nghị quyết số 864/NQ-UBTVQH14 về việc sắp xếp các đơn vị hành chính cấp huyện, cấp xã thuộc tỉnh Cao Bằng (nghị quyết có hiệu lực từ ngày 1 tháng 2 năm 2020). Theo đó, sáp nhập xã Tân Việt vào xã Nam Quang.
Huyện Bảo Lâm có 1 thị trấn và 12 xã như hiện nay.

## Hành chính
Huyện Bảo Lâm có 13 đơn vị hành chính cấp xã trực thuộc, bao gồm thị trấn Pác Miầu (huyện lỵ) và 12 xã: Đức Hạnh, Lý Bôn, Mông Ân, Nam Cao, Nam Quang, Quảng Lâm, Thạch Lâm, Thái Học, Thái Sơn, Vĩnh Phong, Vĩnh Quang, Yên Thổ.